# Баймурзин, Хамит Хаирварович
Хамит Хаирварович Баймурзин (баш. Хәмит Хәйербара улы Баймырҙин; род. 8 февраля 1955, Бикбулатово, Башкирская АССР) — советский российский педагог, доктор педагогических наук, профессор; ректор СГПА (2006—2011), директор Ишимбайского нефтяного колледжа (с 2011); депутат Государственного Собрания — Курултая Республики Башкортостан 4-го созыва. Член Всероссийской политической партии «Единая Россия». Лауреат премии им. З.Биишевой 2009 года. Мастер спорта СССР по спортивному ориентированию.
Автор более 50 научных работ, в том числе нескольких монографий и учебных пособий.

## Образование
Мраковская средняя школа № 2
1972—1977 физико-математический факультет Стерлитамакского госпединститута.
1990—1993 — аспирант очной аспирантуры Казанского ГПИ

## Трудовая деятельность
1977—1981 — учитель физики и математики Юлдыбаевской средней школы Кугарчинского района;
1981—1988 — тренер-преподаватель по спортивному ориентированию Стерлитамакского дома физкультуры;
1988—1990 — ассистент кафедры педагогики Стерлитамакского ГПИ;
1993—1996 — ассистент, старший преподаватель кафедры педагогики Стерлитамакского государственного педагогического института;
1996—1997 — начальник отдела аспирантуры и подготовки кадров Башкирского института развития образования;
1997—2001 — доцент кафедры педагогики;
2001—2006 — заведующий кафедрой педагогики, профессор БГУ;
с 2006 по февраль 2011 года — ректор Стерлитамакской государственной педагогической академии.
С 18 июля 2011 года директор Ишимбайского нефтяного колледжа.

## Звания, награды
- почётный работник высшего профессионального образования Российской Федерации
- отличник образования Республики Башкортостан
- премия им. З.Биишевой.

## Научные работы
- Баймурзин Х. Х. Тюркская народная педагогика физического воспитания : Дис. … д-ра пед. наук : 13.00.01, 13.00.04. — Казань, 2001. — 368 с.